# Nathalie Lancien
Nathalie Even-Lancien (Paimpol, 7 maart 1970) is een Frans voormalig wielrenster. 
Lancien won tijdens de Olympische Zomerspelen 1996 de gouden medaille op de puntenkoers door de Nederlandse Ingrid Haringa één punt voor te blijven. Een jaar eerder had zij op de wereldkampioenschappen de bronzen medaille op de puntenkoers veroverd.

## Resultaten
| Jaar | WK          | Olympische Zomerspelen |
| ---- | ----------- | ---------------------- |
| 1993 | sprint      |                        |
| 1995 | puntenkoers |                        |
| 1996 |             | puntenkoers            |

1996: Nathalie Lancien ·
2000: Antonella Bellutti ·
2004: Olga Sljoesarjova ·
2008: Marianne Vos